# Eduardo Luís
Eduardo Luís Marques Kruss Gomes est un footballeur portugais né le 6 décembre 1955 à Loures. Il évoluait au poste de défenseur central.

## Biographie
Grand défenseur du FC Porto, il remporte la Ligue des champions 1987 avec ce club.
International, il participe à l'Euro 1984 avec l'équipe du Portugal, la sélection terminant demi-finaliste du tournoi.
Il se reconvertit en entraîneur à compter de l'année 1992.

## Carrière

### En tant que joueur
- 1974-1975 :  CS Marítimo
- 1975-1976 :  Benfica Lisbonne
- 1976-1982 :  CS Marítimo
- 1982-1989 :  FC Porto
- 1989-1990 :  Rio Ave
- 1990-1992 :  Ovarense

### En tant qu'entraîneur
- 1992-1994 :  Ovarense
- 1995-1996 :  CD Aves
- 1996-1998 :  FC Maia
- 1999 :  União Madeira
- 2000-2001 :  Vilanovense FC
- 2001-2002 :  GD Bragança
- 2002-2003 :  Benfica Castelo Branco
- 2003-2004 :  Nogueirense
- 2005-2006 :  AC Vila Meã
- 2006-2007 :  Lourosa
- 2007-2008 :  Arrifanense
- 2008-2009 :  AC Vila Meã
- 2009-2010 :  Candal
- depuis 2010 :  FC Maia

## Palmarès

### En club
Avec le FC Porto :
- Vainqueur de la Ligue des champions en 1987
- Vainqueur de la Supercoupe d'Europe en 1987
- Finaliste de la Coupe des coupes en 1984
- Champion du Portugal en 1985, 1986 et 1988
- Vainqueur de la Coupe du Portugal en 1984 et 1988
- Vainqueur de la Supercoupe du Portugal en 1983, 1984 et 1986